# Robert Seguso
Robert Seguso (Minneapolis, 1 de Maio de 1963) é um ex-tenista profissional estadunidense.

## Grand Slam Duplas finais 6 (4-2)
| Posição | Ano  | Campeonato    | Parceiro      | Oponentes                     | Placar                  |
| Campeão | 1985 | U.S. Open     | Ken Flach     | Henri Leconte Yannick Noah    | 6–7, 7–6, 7–6, 6–0      |
| Campeão | 1987 | Roland Garros | Anders Järryd | Guy Forget Yannick Noah       | 6–7, 6–7, 6–3, 6–4, 6–2 |
| Campeão | 1987 | Wimbledon     | Ken Flach     | Sergio Casal Emilio Sánchez   | 3–6, 6–7, 7–6, 6–1, 6–4 |
| Vice    | 1987 | U.S. Open     | Ken Flach     | Stefan Edberg Anders Järryd   | 6–7, 2–6, 6–4, 7–5, 6–7 |
| Campeão | 1988 | Wimbledon (2) | Ken Flach     | John Fitzgerald Anders Järryd | 6–4, 2–6, 6–4, 7–6      |
| Vice    | 1989 | U.S. Open (2) | Ken Flach     | John McEnroe Mark Woodforde   | 4–6, 6–4, 3–6, 3–6      |

### Olimpíadas Duplas final
| Posição | Ano  | Campeonato | Piso | Parceiro  | Oponentes                   | Placar                        |
| Ouro    | 1988 | Seul       | Duro | Ken Flach | Sergio Casal Emilio Sánchez | 6–3, 6–4, 6–7(5), 6–7(1), 9–7 |